# Хуан Рівера Сааведра
Хуан Рівера Сааведра (Ліма, 4 вересня 1930 — Ліма, 23 травня 2021) — перуанський письменник, драматург і професор університету, автор понад 200 п'єс, які вважаються найпліднішим драматургом Перу. Він також є автором численних оповідань, текстів з історії перуанського театру та посібників з драматичного мистецтва.

## Життєпис
Він закінчив навчання в Коледжі Богоматері Гваделупської; потім він вступив до Національного університету Федеріко Вільярреала, де почав вивчати драматургію, яку чергував з театральною групою Arte Histrión.
У 1970 році він отримав стипендію Університетського театру Сан-Маркос для навчання на курсах авторства та театральної режисури в Аргентині.
У 1981 році разом з Хорхе К'ярелла, Селесте Віале та Антоніо Агінага він заснував театральну групу «Алондра», в якій вони практикують експериментальний театр через колективну творчість з автором.
Велика творча діяльність Рівери Сааведри принесла йому визнання найпліднішого драматурга Перу; до 2013 року він написав загалом 217 творів. Він був відредагований і представлений різними групами як в Перу, так і в інших країнах. Кілька його творів перекладено англійською, французькою та німецькою мовами.
Рівера Сааведра поділився своїм авторством з університетським викладачем. Він викладав у Вищій національній школі драматичного мистецтва Ліми (ENSAD), директором якої він також був. Він продовжує свою творчу роботу та веде майстер-класи «Уява» та «Літературно-драматична творчість».
У вересні 2010 р. виповнилося 80 років його життя і 65 років культурної діяльності, як творчої, так і педагогічної.
Він одружився з Ізабель Тосі Белло, з якою мав чотирьох дітей. Наприкінці 1980-х він розлучився з нею. У 1996 році у нього почалися стосунки з актрисою Мері Оскатегі. З нею він створив театральну групу Pegaso, вони разом викладали в ENSAD і проводили майстер-класи вдома. Так минуло його життя, поки в липні 2019 року Сааведра не потрапив до реанімації столичної лікарні, де у нього діагностували інсульт і пневмонію. Після деякого перебування в лікарні його перевели в клініку для відновлення. Після виписки, щоб він міг отримати кращий догляд, його діти вирішили помістити його в будинок престарілих. Після цього виникла суперечка між дітьми та партнеркою драматурга Мері Оскатегі, яка хотіла забрати його додому.

## Публікації
Серед його найважливіших п'єс:
- Руперти (1960)
- Чому у корови сумні очі? (1966)
- Кімнатна муха (1967)
- Різкий, пронизливий біль (1967)
- Дзеркало грубої правди (1969)
- Птах (1969)
- Правосуддя потребує часу, але… яке воно гаряче! (1974)
- Маленькі крихти ніжності (1976)
- Амінь? (1981) — разом з Алондрою, театральна група[4]
- ½ кіло міста (1982) — разом з Алондрою, Театральна група[4]
- Вифлеємська зірка (1982)
- Стара жінка та діва (1984)
- Генерала нема кому вбити (1987)
- Жовтий Христос (1989)
- Легенда (1991)
- Я помру в Парижі (1991)
- Ослячі вуха короля (1993)
- Будинок круглих куль (1993)
- Портрет Оскара Уайльда (1994)
- Самуель… Самуель або «зворотний бік місяця» (1995)
- Альтернатива (1995)

Він також присвятив себе коротким оповіданням і є автором понад 500 оповідань, багато з яких фантастичні, а інші створені з прекрасним гумором. Виділяється його книга Історії соціальної фантастики.
Він також є автором Нотаток до історії перуанського театру, опублікованих редакційним фондом Університету Алас Перуанас (2007). А також різноманітні книги та посібники для студентів чи інших людей, які цікавляться драматичним мистецтвом, наприклад, робота, присвячена Техніці написання п'єси.
Він також писав сценарії для мильних опер і телесеріалів.

## Нагороди
Серед отриманих нагород:
- El Circe (1973), присуджена фахівцями культури найбільш представленому автору.[3]
- Перше місце на національному конкурсі короткометражних робіт, організованому Національним університетом Майора Сан-Маркоса, з роботою Pasteles verdes y jugosos (1977).[3]
- Національна театральна премія (1987), присуджена Національним інститутом культури.[2]

Він також отримав нагороди від Міністерства освіти Перу, від Національної асамблеї ректорів, відзнаку від Конгресу Республіки Перу, серед інших відзнак.
Університет штату Вейн у Сполучених Штатах вважав його найвидатнішим і плідним автором у Латинській Америці.

## Оцінка
Найбільш плідним драматургом в історії перуанського театру є Хуан Рівера Сааведра, який став відомим, починаючи з 70-х. "Рупертос" - найбільш значуща з його п'єс: тут він набуває видовищної драматургії, показуючи розпусту, злидні та маргінальність своїх персонажів у міському середовищі. Рівера Сааведра - майстерний драматург найвищого ґатунку, який переходить від театру абсурду до театру чорного гумору. Але він також захоплюється конфліктними темами середнього класу. Серед його найвідоміших п'єс можна згадати такі, як Чому у корови сумні очі, Заслуга та Великий ти. У співпраці з іншими театральними колективами він написав п'єсу Панчо Вілла приїжджає.— Сезар Торо Монталво